# نوآم چامسکی
آورام نوآم چامسکی (زادهٔ ۷ دسامبر ۱۹۲۸) زبان‌شناس، فیلسوف، دانشمند علوم شناختی، مورخ، منتقد اجتماعی و فعال سیاسی آمریکایی است. او که گاه «پدر زبان‌شناسی مدرن» نامیده می‌شود، یکی از چهره‌های اصلی در فلسفه تحلیلی و یکی از بنیان‌گذاران حوزهٔ علوم شناختی است. او برندهٔ جایزهٔ استاد زبان‌شناسی در دانشگاه آریزونا و استاد بازنشسته در مؤسسه فناوری ماساچوست (MIT) است. او نویسنده بیش از ۱۵۰ کتاب در موضوعات مختلف مانند زبان‌شناسی، جنگ، سیاست و رسانه‌های جمعی است. از نظر ایدئولوژیک، او با آنارکو-سندیکالیسم و سوسیالیسم لیبرترین همسو می‌شود.
چامسکی که از مهاجران یهودی در فیلادلفیا متولد شد، علاقه اولیه خود را به آنارشیسم از کتاب‌فروشی‌های جایگزین در شهر نیویورک پیدا کرد. او در دانشگاه پنسیلوانیا تحصیل کرد. چامسکی در دوران تحصیلات تکمیلی خود در انجمن یاران هاروارد، نظریه گرامر گشتاری را توسعه داد و به همین دلیل در سال ۱۹۵۵ دکترای خود را به دست آورد. در آن سال او تدریس در مؤسسه فناوری ماساچوست را آغاز کرد و در سال ۱۹۵۷ با اثر برجسته‌اش «ساختارهای نحوی» که نقش عمده‌ای در بازسازی مطالعه زبان داشت، به‌عنوان چهره‌ای مهم در زبان‌شناسی ظاهر شد. چامسکی از سال ۱۹۵۸ تا ۱۹۵۹ عضو بنیاد ملی علوم در مؤسسه مطالعات پیشرفته بود. او نظریه دستور جهانی، نظریه دستور زایشی، وراثت چامسکی و برنامه کمینه‌گرا را پایه‌گذاری یا به‌طور مشترک خلق کرد. چامسکی همچنین نقشی اساسی در افول رفتارگرایی زبانی ایفا کرد و به ویژه از کار بی‌اف اسکینر انتقاد کرد.
چامسکی که مخالف صریح دخالت ایالات متحده در جنگ ویتنام بود، آن را اقدامی از امپریالیسم آمریکا می‌دانست. او در سال ۱۹۶۷ به دلیل مقاله ضد جنگ خود «مسئولیت روشنفکران» مورد توجه ملی قرار گرفت. او که با چپ نو مرتبط شد، چندین بار به دلیل فعالیت‌هایش دستگیر شد و در فهرست دشمنان رئیس‌جمهور ریچارد نیکسون قرار گرفت. در حالی که در دهه‌های بعدی کار خود را در زبان‌شناسی گسترش داد، در نزاع‌های زبان‌شناختی نیز شرکت کرد. چامسکی با همکاری ادوارد اس. هرمان، بعداً مدل پروپاگاندای انتقاد رسانه‌ای را در تولید رضایت بیان کرد و برای افشای اشغال تیمور شرقی توسط اندونزی تلاش کرد. دفاع او از آزادی بی قید و شرط بیان، از جمله انکار هولوکاست، جنجال قابل توجهی در ماجرای فوریسون در دهه ۱۹۸۰ ایجاد کرد. از زمان بازنشستگی از تدریس فعال در مؤسسه فناوری ماساچوست، او به فعالیت‌های سیاسی پر سر و صدای خود از جمله مخالفت با حملهٔ سال ۲۰۰۳ به عراق و حمایت از جنبش اشغال ادامه داده‌است. چامسکی در سال ۲۰۱۷ تدریس در دانشگاه آریزونا را آغاز کرد.
چامسکی که یکی از پراستنادترین دانشمندان زنده است، بر طیف وسیعی از رشته‌های دانشگاهی تأثیر گذاشته‌است. او به‌طور گسترده‌ای به جرقهٔ انقلاب شناختی در علوم انسانی و نیز به توسعهٔ چارچوب شناختی جدید برای مطالعه زبان و ذهن کمک کرده‌است. علاوه بر ادامه تحصیل، او همچنان از منتقدان اصلی سیاست خارجی ایالات متحده، نئولیبرالیسم و سرمایه‌داری دولتی معاصر، درگیری اسرائیل و فلسطین و رسانه‌های خبری اصلی است. چامسکی و اندیشه‌های او در جنبش‌های ضدسرمایه‌داری و ضد امپریالیستی تأثیرگذار است.

## زندگی

### دوران کودکی: ۱۹۲۸–۱۹۴۵
اورام نوام چامسکی در ۷ دسامبر ۱۹۲۸ در محله ایست اوک لین فیلادلفیا، پنسیلوانیا به دنیا آمد. پدر و مادر او، زیو «ویلیام» چامسکی و السی سیمونوفسکی، مهاجران یهودی بودند.ویلیام در سال ۱۹۱۳ برای فرار از سربازی اجباری از امپراتوری روسیه گریخته بود و قبل از حضور در دانشگاه در بیگارخانه بالتیمور و مدارس ابتدایی عبری کار می‌کرد.ویلیام پس از نقل مکان به فیلادلفیا، مدیر مدرسه مذهبی کنیسه مایکوه اسرائیل شد و به دانشکده کالج گراتز پیوست. او تأکید زیادی بر آموزش مردم داشت تا «در تفکر خود به خوبی یکپارچه، آزاد و مستقل باشند، نگران بهبود و ارتقای جهان باشند، و مشتاق مشارکت در معنادارتر کردن و ارزشمندتر کردن زندگی برای همه باشند»، مأموریتی که شکل داد. متعاقباً توسط پسرش پذیرفته شد. السی معلم و فعالی بود که در بلاروس متولد شده بود. آنها در کنیسه مایکوه، جایی که هر دو کار می‌کردند، ملاقات کردند.
نوام (متولد ۱۹۲۸) اولین فرزند چامسکی‌ها بود. برادر کوچکتر او، دیوید الی چامسکی (۱۹۳۴–۲۰۲۱)، پنج سال بعد به دنیا آمد و به عنوان متخصص قلب در فیلادلفیا کار کرد. برادران صمیمی بودند، دیوید آسان‌گیر بود در حالی که نوام می‌توانست بسیار رقابتی باشد. چامسکی و برادرش یهودی بزرگ شدند، عبری آموختند و به‌طور منظم در بحث تئوری‌های سیاسی صهیونیسم شرکت داشتند. این خانواده به ویژه تحت تأثیر نوشته‌های چپ صهیونیستی احد حام قرار داشت. چامسکی در کودکی با یهودستیزی، به ویژه در جوامع ایرلندی و آلمانی فیلادلفیا مواجه شد.
چامسکی در مدرسه روزانه مستقل دیوییت اوک لین و دبیرستان مرکزی فیلادلفیا شرکت کرد، جایی که او از نظر آکادمیک عالی بود و به باشگاه‌ها و جوامع مختلف پیوست، اما با روش‌های آموزشی سلسله مراتبی و گروهی مدرسه مشکل داشت. او همچنین در دبیرستان عبری در کالج گراتز، جایی که پدرش تدریس می‌کرد، شرکت کرد.
چامسکی پدر و مادر خود را به عنوان «دموکرات‌های عادی روزولت» با سیاست‌های چپ میانه توصیف کرده‌است، اما بستگانی که در اتحادیه بین‌المللی کارگران پوشاک بانوان دخیل بودند، او را در معرض سوسیالیسم و سیاست‌های چپ افراطی قرار دادند. او به‌طور قابل توجهی تحت تأثیر عمویش و چپگراهای یهودی بود که برای بحث در مورد مسائل جاری به غرفه روزنامه او در شهر نیویورک مراجعه می‌کردند. خود چامسکی هنگام ملاقات با عمویش در شهر اغلب از کتابفروشی‌های چپ و آنارشیست دیدن می‌کرد و با اشتیاق به خواندن ادبیات سیاسی می‌پرداخت. او اولین مقاله خود را در سن ۱۰ سالگی در مورد گسترش فاشیسم پس از سقوط بارسلونا (فوریه ۱۹۳۹) در طول جنگ داخلی اسپانیا نوشت و از سن ۱۲ یا ۱۳ سالگی با سیاست آنارشیستی و همچنین با «چپ ضد بلشویک» شناخته شد او بعداً کشف خود از آنارشیسم را به عنوان «یک تصادف خوش شانس» توصیف کرد که او را به منتقد استالینیسم و سایر اشکال مارکسیسم–لنینیسم تبدیل کرد.

### دانشگاه: ۱۹۴۵–۱۹۵۵
در سال ۱۹۴۵، در سن ۱۶ سالگی، چامسکی یک برنامه مطالعاتی عمومی را در دانشگاه پنسیلوانیا آغاز کرد، جایی که فلسفه، منطق و زبان‌ها را بررسی کرد و علاقه اولیه به یادگیری زبان عربی پیدا کرد. او که در خانه زندگی می‌کرد، هزینه تحصیلات خود را در مقطع کارشناسی با تدریس زبان عبری تأمین کرد. او که از تجربیات خود در دانشگاه ناامید شده بود، به ترک تحصیل و رفتن به کیبوتص در فلسطین تحت قیمومیت فکر کرد، اما کنجکاوی فکری او از طریق گفتگو با زبانشناس روسی الاصل زلیگ هریس، که برای اولین بار در سال ۱۹۴۷ با او در یک محفل سیاسی ملاقات کرد، دوباره بیدار شد. هریس، چامسکی را به حوزه زبان‌شناسی نظری معرفی کرد و او را متقاعد کرد که در این موضوع تخصص داشته باشد. پایان‌نامه لیسانس چامسکی، «مورفوفونمیک زبان عبری مدرن»، روش‌های هریس را در این زبان به کار برد. چامسکی این پایان‌نامه را برای کارشناسی ارشد خود که در سال ۱۹۵۱ از دانشگاه پنسیلوانیا دریافت کرد، بازبینی کرد. پس از آن به عنوان یک کتاب منتشر شد. او همچنین در زمان تحصیل در دانشگاه، به ویژه تحت تعلیم نلسن گودمن، علاقه خود را به فلسفه توسعه داد.
از سال ۱۹۵۱ تا ۱۹۵۵ چامسکی عضو انجمن یاران دانشگاه هاروارد بود و در آنجا تحقیقاتی را در مورد آنچه که پایان‌نامه دکترای او شد انجام داد. چامسکی توسط گودمن تشویق شد تا درخواست پذیرش بدهد، تا حدودی او به این دلیل علاقمند به هاروارد شد که فیلسوف ویلارد کواین در آنجا مستقر بود. هم کواین و هم یک فیلسوف مهمان، جان لانگشاو آستین، از دانشگاه آکسفورد، به شدت بر چامسکی تأثیر گذاشتند. در سال ۱۹۵۲ چامسکی اولین مقاله آکادمیک خود را به نام سیستم‌های تحلیل نحوی منتشر کرد که نه در یک مجله زبانشناسی بلکه در ژورنال منطق نمادین منتشر شد. او در سال ۱۹۵۴ با انتقاد شدید از جریان‌های رفتارگرایانه تثبیت شده در زبان‌شناسی، ایده‌های خود را در سخنرانی‌هایی در دانشگاه شیکاگو و دانشگاه ییل ارائه کرد. او چهار سال بود که به عنوان دانشجو در پنسیلوانیا ثبت نام نکرده بود، اما در سال ۱۹۵۵ پایان‌نامه ای را ارائه کرد که در آن ایده‌های خود را در مورد دستور گشتاری زبان بیان می‌کرد. به خاطر آن مدرک دکترای فلسفه به او اعطا شد و قبل از انتشار در سال ۱۹۷۵ به عنوان بخشی از ساختار منطقی نظریه زبانشناسی، به‌طور خصوصی بین متخصصان روی یک میکروفیلم توزیع شد. پروفسور هاروارد جرج آرمیتیج میلر تحت تأثیر تز چامسکی قرار گرفت و در چندین مقاله فنی در زبان‌شناسی رایانشی با او همکاری کرد. دکترای چامسکی او را از خدمت سربازی اجباری معاف کرد، که در غیر این صورت قرار بود در سال ۱۹۵۵ آغاز شود.
در سال ۱۹۴۷ چامسکی با کارول دوریس شاتز که از دوران کودکی او را می‌شناخت، رابطه عاشقانه ای آغاز کرد. آنها در سال ۱۹۴۹ ازدواج کردند. پس از اینکه چامسکی به عنوان یکی از اعضای دانشگاه هاروارد انتخاب شد، این زوج به منطقه آلستون بوستون نقل مکان کردند و تا سال ۱۹۶۵ در آنجا ماندند، آنها بعداً به حومه لکسینگتون نقل مکان کردند. در سال ۱۹۵۳ این زوج از هاروارد کمک هزینه سفر به اروپا، از بریتانیا به فرانسه، سوئیس به ایتالیا، و سپس به اسرائیل، جایی که آنها در کیبوتص هاشومر هاتزایر زندگی می‌کردند را دریافت کردند. چامسکی علیرغم لذت بردن از ناسیونالیسم یهودی کشور، از نژادپرستی ضد عرب و در جامعه چپ کیبوتص، از طرفداری از استالینیسم در این کشور وحشت زده شد. در بازدید از شهر نیویورک، چامسکی به دفتر مجله آنارشیست ییدیش فرای آربتر شتیمه رفت و شیفته ایده‌های رودولف رکر شد، مشارکت کننده ای که کارش، چامسکی را با پیوند بین آنارشیسم و لیبرالیسم کلاسیک آشنا کرد. چامسکی متفکران سیاسی دیگر از جمله آنارشیست‌ها میخائیل باکونین و دیگو آباد د سانتیلان، سوسیالیست‌های دموکراتیک جورج اورول، برتراند راسل، و دوایت مک‌دونالد، و آثار مارکسیست‌ها کارل لیبکنشت، کارل کرش، و روزا لوکزامبورگ را مطالعه کرد.خوانش‌های او، او را به مطلوبیت یک جامعه آنارکو سندیکالیستی متقاعد کرد و مجذوب کمون‌های آنارکو سندیکالیستی شد که در طول جنگ داخلی اسپانیا ایجاد شد، همان‌طور که در ادای احترام اورول به کاتالونیا (۱۹۳۸) مستند شده‌است. او مجله چپگرای سیاست را مطالعه کرد که به علاقه او به آنارشیسم و نشریه کمونیستی شورایی مارکسیسم زنده می‌پردازد، اگرچه او ارتدوکسی سردبیر آن، پل ماتیک را رد می‌کرد. او همچنین به ایده‌های مارلنیت اتحادیه لنینیست ایالات متحده، یک گروه مارکسیست-لنینیست ضد استالین، که تحت تأثیر توصیف جنگ جهانی دوم به عنوان یک «جنگ ساختگی» که توسط سرمایه‌داران غربی و اتحاد جماهیر شوروی تحریک شده بود، علاقه داشت. او «هرگز این تز را واقعاً باور نکرد، اما … آنقدر جالب بود که سعی کند بفهمد در مورد چه چیزی صحبت می‌کنند.»

### اوایل کار: ۱۹۵۵–۱۹۶۶
چامسکی با دو زبان‌شناس، موریس هله و رومن یاکوبسن، در مؤسسه فناوری ماساچوست (MIT) دوست شد، که دومی در سال ۱۹۵۵ سمت استادیاری را برای او در آنجا به دست آورد. در مؤسسه فناوری ماساچوست، چامسکی نیمی از زمان خود را صرف یک پروژه ترجمه ماشینی و نیم دیگر را به تدریس دوره زبان‌شناسی و فلسفه پرداخت. او در رابطه با مؤسسه فناوری ماساچوست می‌گوید: «مکانی کاملاً آزاد و باز، باز برای آزمایش و بدون نیازهای سخت بود. این مکان برای شخصی از علایق و کار خاص من عالی بود.» از سال ۱۹۵۷ تا ۱۹۵۸ او همچنین در دانشگاه کلمبیا به عنوان استاد مهمان استخدام شد. چامسکی‌ها اولین فرزند خود را در همان سال به دنیا آوردند، دختری به نام آویوا. او همچنین اولین کتاب خود را در زمینه زبان‌شناسی به نام ساختارهای نحوی منتشر کرد، اثری که به شدت مخالف روند غالب هریس-بلومفیلد در این زمینه بود. پاسخ‌ها به ایده‌های چامسکی از بی‌تفاوتی تا خصومت متغیر بود، کار او تفرقه‌انگیز بود و باعث «تغییر چشمگیر» در این رشته شد. جان لاینز، زبان‌شناس، بعداً اظهار داشت که ساختارهای نحوی «مطالعه علمی زبان را انقلابی کردند». از سال ۱۹۵۸ تا ۱۹۵۹ چامسکی عضو بنیاد ملی علوم در موسسه مطالعات پیشرفته در پرینستون، نیوجرسی بود.

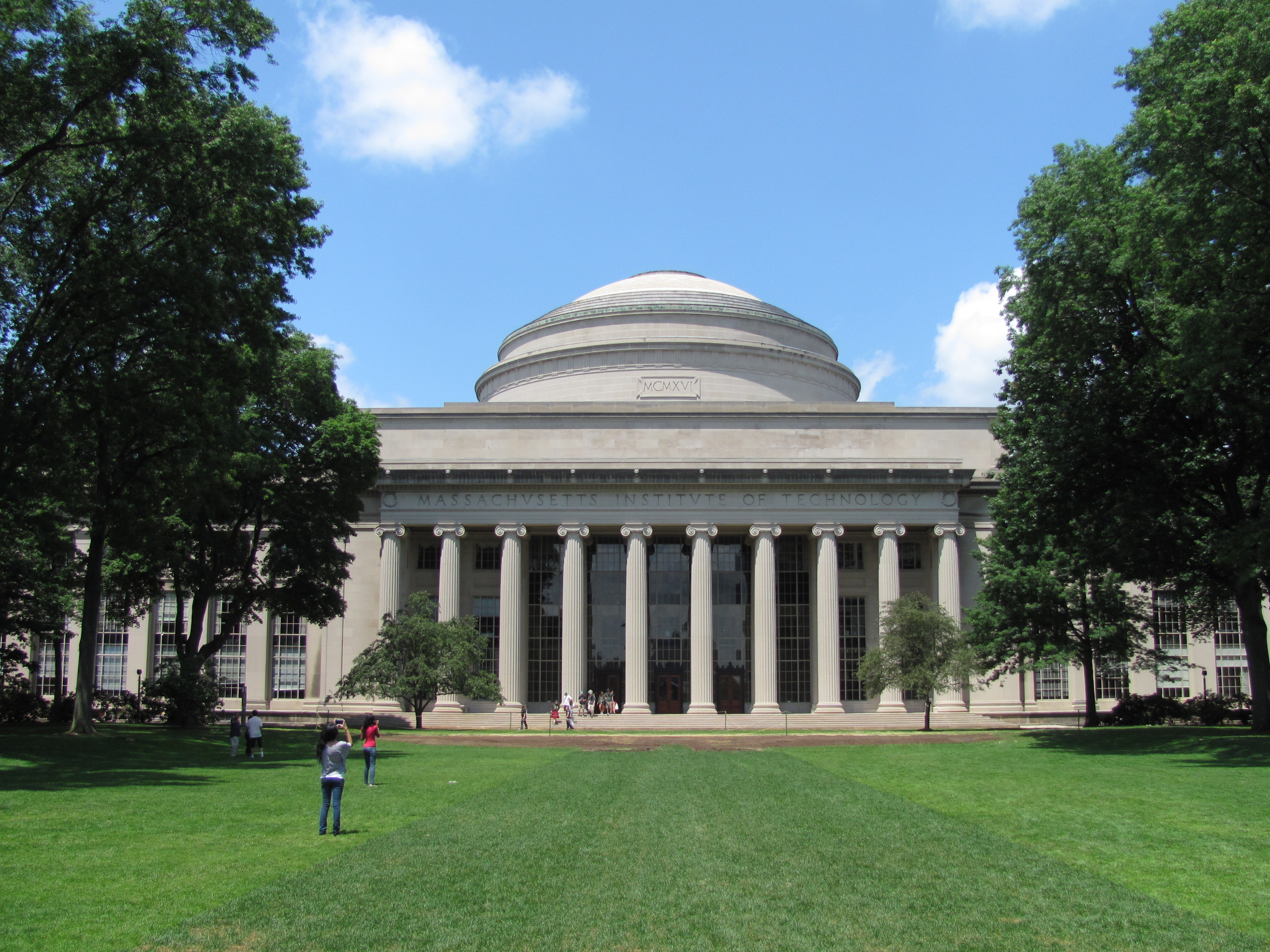
گنبد بزرگ در مؤسسه فناوری ماساچوست، جایی که چامسکی در سال ۱۹۵۵ شروع به کار کرد.

در سال ۱۹۵۹، چامسکی مروری بر کتاب رفتار کلامی بی‌اف اسکینر در مجله آکادمیک زبان منتشر کرد، که در آن او علیه دیدگاه اسکینر در مورد زبان به عنوان رفتار آموخته شده استدلال کرد. در این بررسی بحث شد که اسکینر نقش خلاقیت انسان را در زبان‌شناسی نادیده گرفت و به تثبیت چامسکی به عنوان یک روشنفکر کمک کرد. چامسکی با هله شروع به تأسیس برنامه تحصیلات تکمیلی مؤسسه فناوری ماساچوست در رشته زبان‌شناسی کرد. در سال ۱۹۶۱ چامسکی به استادی کامل در گروه زبان‌های مدرن و زبان‌شناسی رسید. چامسکی در نهمین کنگره بین‌المللی زبان‌شناسان، که در سال ۱۹۶۲ در کمبریج، ماساچوست برگزار شد، به عنوان سخنران عمومی منصوب شد و او را به عنوان سخنگوی واقعی زبان‌شناسی آمریکایی معرفی کرد. او بین سال‌های ۱۹۶۳ و ۱۹۶۵ در مورد پروژه‌ای با حمایت نظامی «برای ایجاد زبان طبیعی به عنوان زبان عملیاتی برای فرماندهی و کنترل» همفکری کرد. باربارا پارتی، یکی از همکاران این پروژه و شاگرد وقت چامسکی، گفته‌است که این تحقیقات برای ارتش بر این اساس توجیه شده بود که «در صورت وقوع یک جنگ هسته‌ای، ارتباط ژنرال‌ها با برخی از رایانه‌ها که سعی در مدیریت چیزها دارند، محرمانه خواهد بود. و اینکه احتمالاً آموزش رایانه‌ها برای درک انگلیسی آسان‌تر از آموزش برنامه‌نویسی به ژنرال‌ها خواهد بود».
چامسکی در طول این دهه به انتشار ایده‌های زبانی خود، از جمله در جنبه‌هایی از نظریه نحو (۱۹۶۵)، موضوعاتی در نظریه گرامر زایشی(۱۹۶۶)، و زبان‌شناسی دکارتی: فصلی از تاریخ تفکر عقل‌گرا (۱۹۶۶) ادامه داد. او همچنین به همراه هله مجموعه کتاب‌های مطالعات زبان را برای انتشارات هارپر ویرایش کرد. چامسکی در سال ۱۹۶۶ در دانشگاه کالیفرنیا، برکلی، با شروع به کسب اعتبار و افتخارات آکادمیک قابل توجهی برای کار خود، سخنرانی کرد. سخنرانی‌های بکمن او در برکلی جمع‌آوری و در سال ۱۹۶۸ به عنوان زبان و ذهن منتشر شد. علیرغم رشد او، اختلاف فکری بین چامسکی و برخی از همکاران اولیه و دانشجویان دکترا - از جمله پل پست، جان رابرت راس، جرج لیکاف و جیمز دی. مک کاولی - باعث ایجاد یک سری بحث‌های دانشگاهی شد که به عنوان «نزاع‌های زبان‌شناختی» شناخته می‌شوند، اگرچه این جنگ‌ها بیشتر حول محور مسائل فلسفی می‌چرخند تا زبان‌شناسی. چامسکی در این زمان دربارهٔ کارفرمایش صراحتاً گفته‌است که مؤسسه فناوری ماساچوست «یک دانشگاه مستقر در پنتاگون بود. و من در یک آزمایشگاه با بودجه نظامی بودم.» او گفته‌است که دربارهٔ استعفای خود از مؤسسه فناوری ماساچوست در خلال جنگ ویتنام «اندکی فکر» کرده‌است. از آن زمان بحث گسترده‌ای در مورد تأثیرات استخدام چامسکی در مؤسسه فناوری ماساچوست بر ایده‌های سیاسی و زبانی او وجود داشته‌است.

### کنشگری و مخالفت ضد جنگ: ۱۹۶۷–۱۹۷۵
برای درک اینکه ایالات متحده به ویتنام جنوبی حمله کرده‌است، نیازی به دانش بسیار گسترده و تخصصی نیست. و در واقع، از هم پاشیدن سیستم توهم و فریب که برای جلوگیری از درک واقعیت معاصر عمل می‌کند، وظیفه ای نیست که نیاز به مهارت یا درک فوق‌العاده ای داشته باشد. این نیاز به نوعی شک و تردید عادی و تمایل به استفاده از مهارت‌های تحلیلی دارد که تقریباً همه افراد دارند و می‌توانند تمرین کنند.

چامسکی در مورد جنگ ویتنام
چامسکی در سال ۱۹۶۲ به تظاهرات علیه دخالت ایالات متحده در جنگ ویتنام پیوست و در گردهمایی‌های کوچک در کلیساها و خانه‌ها در مورد این موضوع صحبت کرد. نقد او در سال ۱۹۶۷ به دخالت ایالات متحده، «مسئولیت روشنفکران»، در میان دیگر مشارکت‌هایش در نشریه نیویورک ریویو آو بوکز، چامسکی را به عنوان یک مخالف عمومی معرفی کرد. این مقاله و سایر مقالات سیاسی در سال ۱۹۶۹ به عنوان بخشی از اولین کتاب سیاسی چامسکی، قدرت آمریکایی و ماندارین‌های جدید جمع‌آوری و منتشر شد. او فعالیت را با کتاب‌های سیاسی دیگری، از جمله در جنگ با آسیا (۱۹۷۰)، پسران پشتی (۱۹۷۳)، به دلایل دولتی (۱۹۷۳)، و صلح در خاورمیانه؟ (۱۹۷۴)، منتشر شده توسط پانتئون بوکز، دنبال کرد. این انتشارات منجر به همراهی چامسکی با جنبش چپ نو آمریکایی شد، اگرچه او کمی به روشنفکران برجسته چپ نو، هربرت مارکوزه و اریک فروم فکر می‌کرد ولی همراهی فعالان را به همراهی روشنفکران ترجیح می‌داد. چامسکی تا حد زیادی توسط مطبوعات جریان اصلی در طول این دوره نادیده گرفته شد.
او همچنین وارد فعالیت‌های جبهه چپ شد. چامسکی از پرداخت نیمی از مالیات خود امتناع کرد، به‌طور علنی از دانشجویانی که از نوشتن پیش نویس سربازی سرباز زدند حمایت کرد و در حین شرکت در یک گردهمایی ضد جنگ در خارج از پنتاگون دستگیر شد. در این مدت، چامسکی با میچل گودمن، دنیس لورتوف، ویلیام اسلون کافین و دوایت مک‌دونالد، گروه ضد جنگ ریزیست (RESIST) را تأسیس کرد. اگرچه چامسکی اهداف اعتراضات دانشجویی ۱۹۶۸ را زیر سؤال برد، اما سخنرانی‌های زیادی برای گروه‌های فعال دانشجویی ایراد کرد و با همکارش لوئیس کامف، دوره‌های کارشناسی را در زمینه سیاست در مؤسسه فناوری ماساچوست مستقل از دپارتمان علوم سیاسی تحت سلطه محافظه‌کاران برگزار کرد. زمانی که فعالان دانشجویی برای توقف تحقیقات تسلیحاتی و ضد شورش در مؤسسه فناوری ماساچوست کمپین کردند، چامسکی با آنها همدل بود اما احساس می‌کرد که تحقیقات باید تحت نظارت مؤسسه فناوری ماساچوست باقی بماند و محدود به سیستم‌های بازدارندگی و دفاعی باشد. در سال ۱۹۷۰ او برای سخنرانی در دانشگاه علم و فناوری هانوی ویتنام از جنوب شرق آسیا بازدید کرد او همچنین از اردوگاه‌های پناهندگان جنگی در لائوس بازدید کرد. در سال ۱۹۷۳ او به رهبری کمیته‌ای به برگزاری بزرگداشت پنجاهمین سالگرد لیگ مقاومت‌های جنگ کمک کرد.
چامسکی به دلیل فعالیت‌های ضدجنگ خود در موارد متعدد دستگیر و در فهرست اصلی مخالفان سیاسی رئیس‌جمهور ریچارد نیکسون قرار گرفت. چامسکی از پیامدهای احتمالی نافرمانی مدنی خود آگاه بود و همسرش شروع به تحصیل برای دکترای زبان‌شناسی خود کرد تا در صورت زندانی شدن یا بیکاری چامسکی از خانواده حمایت کند. شهرت علمی چامسکی او را از اقدامات اداری علیه او بر اساس اعتقاداتش مصون می‌داشت.
کار او در زبان‌شناسی همچنان با دریافت چندین دکترای افتخاری به رسمیت شناخته شد. او همچنین سخنرانی‌هایی عمومی را در دانشگاه کمبریج، دانشگاه کلمبیا (سخنرانی‌های وودبریج) و دانشگاه استنفورد ایراد کرد. حضور او در مناظره سال ۱۹۷۱ با فیلسوف قاره‌ای فرانسوی، میشل فوکو، چامسکی را به عنوان یک چهره نمادین فلسفه تحلیلی معرفی کرد. او به انتشار گسترده‌ای در زمینه زبان‌شناسی ادامه داد و مطالعاتی دربارهٔ معناشناسی در دستور زبان زایشی (۱۹۷۲)، یک نسخه بزرگ‌تر از زبان و ذهن (۱۹۷۲) و تأملاتی در مورد زبان (۱۹۷۵) ارائه کرد. در سال ۱۹۷۴ چامسکی عضو آکادمی بریتانیا شد.

### ادوارد اس. هرمان و ماجرای فوریسون: ۱۹۷۶–۱۹۸۰

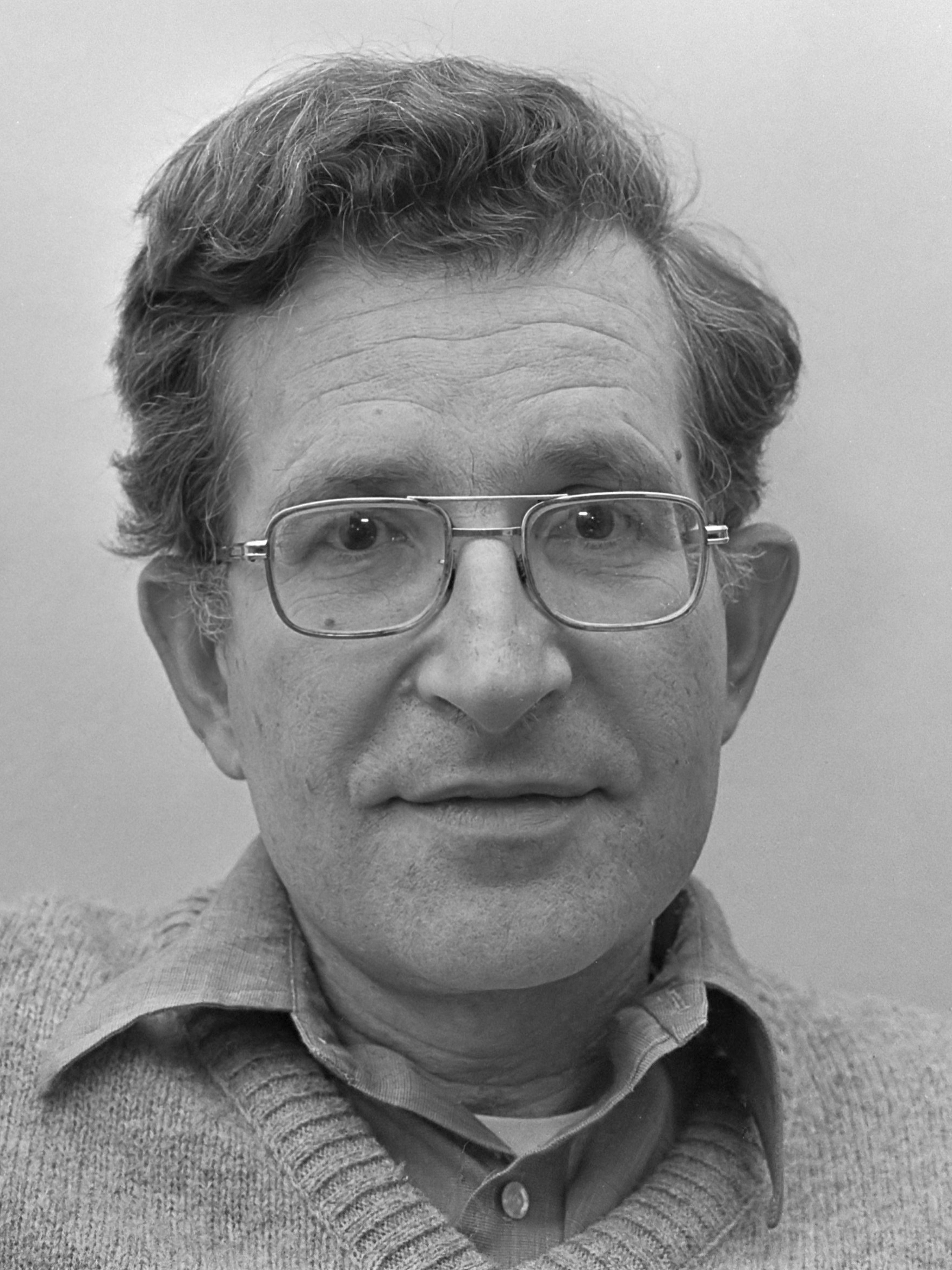
چامسکی در سال ۱۹۷۷

در اواخر دهه ۱۹۷۰ و ۱۹۸۰، انتشارات زبان‌شناختی چامسکی، کار قبلی او را گسترش داد، شفاف‌سازی کرد و منتقدانش را مورد خطاب قرار داد و نظریه دستوری او را به‌روزرسانی کرد. گفتگوهای سیاسی او اغلب جنجال قابل توجهی ایجاد می‌کرد، به ویژه زمانی که او از دولت و ارتش اسرائیل انتقاد می‌کرد. در اوایل دهه ۱۹۷۰ چامسکی شروع به همکاری با ادوارد اس. هرمان، که او هم انتقاداتی به جنگ ایالات متحده در ویتنام منتشر کرده بود، کرد. آنها با هم «خشونت ضدانقلاب: حمام‌های خون در واقعیت و تبلیغات» را نوشتند، کتابی که از دخالت نظامی ایالات متحده در جنوب شرقی آسیا و ناکامی رسانه‌های جریان اصلی در پوشش آن انتقاد می‌کرد. وارنر مدولار آن را در سال ۱۹۷۳ منتشر کرد، اما شرکت مادرش با محتوای کتاب مخالفت کرد و دستور داد همه نسخه‌های آن از بین بروند.
در حالی که رسانه‌های جریان اصلی از او گریزان بودند، چامسکی از سوی یک شرکت انتشاراتی فعال، ساوث اند پرس، متعلق به مایکل آلبرت، حمایت شد. در سال ۱۹۷۹، ساوت اند خشونت ضدانقلاب اصلاح شده چامسکی و هرمان را به عنوان دو جلدی اقتصاد سیاسی حقوق بشر منتشر کرد، که واکنش‌های رسانه‌های ایالات متحده را به نسل‌کشی کامبوج و اشغال اندونزیایی تیمور شرقی مقایسه می‌کند. این کتاب استدلال می‌کند که از آنجایی که اندونزی متحد ایالات متحده بود، رسانه‌های ایالات متحده وضعیت تیمور شرقی را نادیده گرفتند در حالی که بر رویدادهای کامبوج، دشمن ایالات متحده تمرکز داشتند. پاسخ چامسکی شامل دو گواهی در برابر کمیته ویژه سازمان ملل متحد در مورد استعمار زدایی، تشویق موفقیت‌آمیز رسانه‌های آمریکایی برای پوشش خبری اشغال، و ملاقات با پناهندگان در لیسبون بود. استیون لوکس، آکادمیک مارکسیست، علنا چامسکی را متهم به خیانت به آرمان‌های آنارشیستی خود و توجیه گری برای رهبر کامبوج، پل پوت، کرد. هرمان گفت که این مناقشه «هزینه شخصی جدی» بر چامسکی تحمیل کرد، چامسکی گفت که «روشنفکران سازگار با شرق یا غرب» با عقاید مخالف با تلاش برای «غلبه بر آن با سیل دروغ» برخورد می‌کنند. او انتقاد شخصی را کم‌اهمیت تر از شواهدی می‌دانست که «روشنفکران جریان اصلی جنایات دولت‌های خود را فرونشانی یا توجیه کردند».
چامسکی مدت‌ها بود که علناً نازیسم و به‌طور کلی توتالیتاریسم را مورد انتقاد قرار داده بود، اما تعهد او به آزادی بیان باعث شد تا از حق رابرت فوریسون مورخ فرانسوی برای دفاع از موضعی که به‌طور گسترده به عنوان انکار هولوکاست شناخته می‌شود، دفاع کند. بدون اطلاع چامسکی، درخواست او برای آزادی بیان فوریسون به عنوان مقدمه ای برای کتاب ۱۹۸۰ مختصری در دفاع در برابر کسانی که مرا متهم به جعل تاریخ می‌کنند (Mémoire en défense contre ceux qui m'accusent de falsifier l'histoire) منتشر شد. چامسکی به دلیل دفاع از فوریسون به‌طور گسترده محکوم شد، و مطبوعات جریان اصلی فرانسه، چامسکی را متهم کردند که خود یک منکر هولوکاست است و از انتشار رد رد اتهامات خود امتناع کرده‌است. بعدها ورنر کوهن، جامعه‌شناس، با انتقاد از موضع چامسکی، تحلیلی از این ماجرا با عنوان شرکای نفرت: نوآم چامسکی و انکارکنندگان هولوکاست منتشر کرد. ماجرای فوریسون تأثیری ماندگار و مخرب بر حرفه چامسکی، به ویژه در فرانسه داشت.

### نقد پروپاگاندا و امور بین‌الملل: ۱۹۸۰–۲۰۰۱
در سال ۱۹۸۵، در طول جنگ کنترا نیکاراگوئه - که در آن ایالات متحده از نیروهای کنتراها علیه دولت ساندینیستا حمایت می‌کرد - چامسکی به ماناگوئه سفر کرد تا با سازمان‌های کارگری و پناهندگان درگیری ملاقات کند و سخنرانی‌های عمومی در مورد سیاست و زبان‌شناسی ارائه دهد. بسیاری از این سخنرانی‌ها در سال ۱۹۸۷ با عنوان در مورد قدرت و ایدئولوژی: سخنرانی‌های ماناگوئه منتشر شد. در سال ۱۹۸۳ او مثلث سرنوشت را منتشر کرد که استدلال می‌کرد که ایالات متحده به‌طور مداوم از درگیری اسرائیل و فلسطین برای اهداف خود استفاده کرده‌است. در سال ۱۹۸۸، چامسکی از سرزمین‌های فلسطینی دیدن کرد تا تأثیرات اشغال اسرائیل را ببیند.
چامسکی و هرمان در تولید رضایت: اقتصاد سیاسی رسانه‌های جمعی مدل پروپاگاندای رسانه‌ها را برای درک رسانه‌های جریان اصلی ترسیم می‌کنند. آنها استدلال می‌کردند که حتی در کشورهایی که سانسور رسمی ندارند، اخبار از طریق پنج فیلتر سانسور می‌شود که به شدت بر نحوه چگونه و چطور ارائه اخبار تأثیر می‌گذارد. الکس کری با الهام از این کتاب آن را در سال ۱۹۹۲ به فیلمی اقتباس شده تبدیل کرد. در سال ۱۹۸۹، چامسکی توهم‌های ضروری: کنترل فکر در جوامع دموکراتیک را منتشر کرد، که در آن پیشنهاد می‌کند که یک دموکراسی ارزشمند مستلزم آن است که شهروندانش در برابر رسانه‌ها و فرهنگ فکری نخبگانی که به دنبال کنترل آنها هستند، دفاع فکری از خود انجام دهند. در دهه ۱۹۸۰، شاگردان چامسکی زبان‌شناسان برجسته‌ای شدند که به نوبه خود، نظریه‌های زبان‌شناختی او را گسترش دادند و تجدید نظر کردند.
در دهه ۱۹۹۰، چامسکی فعالیت سیاسی را تا حد زیادی نسبت به قبل گسترش داد. او با حفظ تعهد خود به آرمان استقلال تیمور شرقی، در سال ۱۹۹۵ از استرالیا دیدن کرد تا به دستور انجمن امدادی تیمور شرقی و شورای ملی مقاومت تیمور شرقی دربارهٔ این موضوع صحبت کند. سخنرانی‌هایی که او در مورد این موضوع ارائه کرد با عنوان قدرت‌ها و چشم‌اندازها در سال ۱۹۹۶ منتشر شد. در نتیجه تبلیغات بین‌المللی که چامسکی ایجاد کرد، زندگی‌نامه‌نویس او ولفگانگ اسپرلیخ معتقد بود که او بیش از هرکس دیگری جز جان پیلگر روزنامه‌نگار تحقیقی برای کمک به استقلال تیمور شرقی فعالیت کرد. پس از استقلال تیمور شرقی از اندونزی در سال ۱۹۹۹، نیروهای بین‌المللی حافظ صلح به رهبری استرالیا وارد تیمور شرقی شدند. چامسکی به این موضوع انتقاد داشت و معتقد بود که این امر برای تضمین دسترسی استرالیا به ذخایر نفت و گاز تیمور شرقی تحت معاهده جدایی تیمور طراحی شده‌است.

### انتقاد از جنگ عراق و بازنشستگی از مؤسسه فناوری ماساچوست: ۲۰۰۱–۲۰۱۷

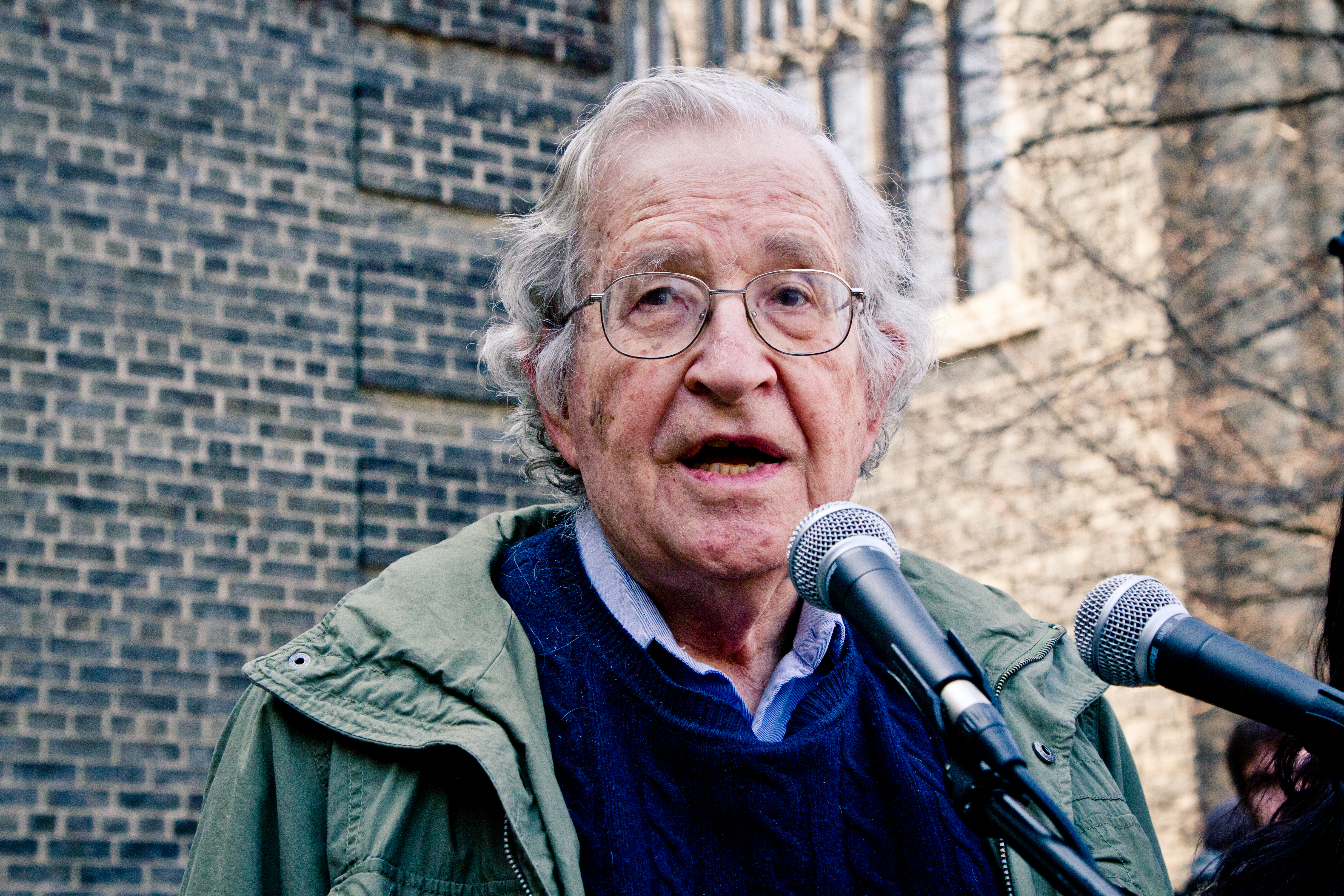
چامسکی در حمایت از جنبش تسخیر در سال ۲۰۱۱

پس از حملات ۱۱ سپتامبر در سال ۲۰۰۱، چامسکی مورد مصاحبه گسترده قرار گرفت. سون استوریز پرس (Seven Stories Press) این مصاحبه‌ها را در اکتبر آن سال گردآوری و منتشر کرد. چامسکی استدلال می‌کرد که جنگ علیه تروریسم یک تحول جدید نیست، بلکه ادامه سیاست خارجی ایالات متحده و لفاظی‌های همزمان حداقل از دوران ریگان بوده‌است. او در سال ۲۰۰۱ سخنرانی یادبود دی.تی. لاکداوالا (D.T. Lakdawala) را در دهلی نو ایراد کرد، و در سال ۲۰۰۳ به دعوت انجمن محققان اجتماعی آمریکای لاتین از کوبا بازدید کرد. هژمونی یا بقا در سال ۲۰۰۳ منتشر شد و آنچه را که او «راهبرد کلان امپراتوری» ایالات متحده نامید، بیان کرد و جنگ عراق و دیگر جنبه‌های جنگ علیه تروریسم را نقد کرد. چامسکی در این دوره با نظم بیشتری به تورهای بین‌المللی پرداخت.
چامسکی در سال ۲۰۰۲ از مؤسسه فناوری ماساچوست بازنشسته شد، اما به انجام تحقیقات و سمینارها در دانشگاه به عنوان یک استاد بازنشسته ادامه داد. در همان سال او برای شرکت در محاکمه یک ناشر که به خاطر چاپ یکی از کتاب‌های چامسکی به خیانت متهم شده بود، از ترکیه دیدن کرد. چامسکی اصرار داشت که خوانده باشد و در میان توجه رسانه‌های بین‌المللی، دادگاه‌های امنیتی در روز اول اتهام را کنار گذاشتند. چامسکی در آن سفر از مناطق کردنشین ترکیه بازدید کرد و به نفع حقوق بشر کردها سخن گفت. او که از طرفداران مجمع اجتماعی جهانی بود، در کنفرانس‌های آن در برزیل در سال‌های ۲۰۰۲ و ۲۰۰۳ شرکت کرد و همچنین در رویداد انجمن در هند شرکت کرد.
چامسکی از جنبش تسخیر حمایت کرد و در ابن مورد سخنرانی کرد، او دو اثر تسخیر (۲۰۱۲)، رساله چاپی، و تسخیر: تأملاتی در مورد جنگ طبقاتی، شورش و همبستگی (۲۰۱۳) را چاپ کرد که تأثیر جنبش را شرح می‌داد. چامسکی رشد جنبش را به این تصور نسبت داد که حزب دموکرات منافع طبقه کارگر سفیدپوست را کنار گذاشته‌است. در مارس ۲۰۱۴، چامسکی به عنوان یک عضو ارشد به شورای مشورتی بنیاد صلح عصر هسته‌ای پیوست، سازمانی که از خلع جهانی سلاح هسته‌ای حمایت می‌کند. مستند کتاب مرثیه‌ای برای رؤیای آمریکایی در سال ۲۰۱۵ نظرات او را در مورد سرمایه‌داری و نابرابری اقتصادی از طریق «آموزش ۷۵ دقیقه ای» خلاصه می‌کند.

### دانشگاه آریزونا: ۲۰۱۷–تاکنون
در سال ۲۰۱۷، چامسکی یک دوره کوتاه مدت سیاست را در دانشگاه آریزونا در توسان تدریس کرد و بعداً به عنوان استاد پاره وقت در بخش زبان‌شناسی آنجا، با وظایف خود از جمله تدریس و سمینارهای عمومی استخدام شد. حقوق او از طریق کمک‌های خیریه تأمین می‌شود.
چامسکی اعلامیه زبان مشترک کروات‌ها، صرب‌ها، بوسنیایی‌ها و مونته‌نگرویی‌ها را در سال ۲۰۱۸ امضا کرد.

## نظریه زبان‌شناسی
آنچه به عنوان پژوهش صرفاً زبانی آغاز شد؛. از طریق دخالت در علل سیاسی و همذات پنداری با سنت فلسفی قدیمی‌تر، به تلاشی برای تدوین یک نظریه کلی دربارهٔ انسان منجر شد. ریشه‌های این امر در نظریهٔ زبان‌شناختی آشکار است؛. کشف ساختارهای شناختی مشترک برای نوع بشر، اما فقط برای انسان (نوع خاص)، به آسانی به تفکر ویژگی‌های غیرقابل انکار انسانی منجر می‌شود.

ادوارد مارکوت در مورد اهمیت نظریه زبانی چامسکی
اساس نظریه زبان‌شناختی چامسکی در زبان‌شناسی زیستی نهفته‌است، مکتب زبان‌شناختی که معتقد است اصول زیربنای ساختار زبان از نظر زیست‌شناختی در ذهن انسان تنظیم شده‌اند و از این رو به‌طور ژنتیکی به ارث رسیده‌اند. او استدلال می‌کند که همه انسان‌ها بدون توجه به تفاوت‌های فرهنگی-اجتماعی، ساختار زبانی زیربنایی یکسانی دارند. چامسکی با اتخاذ این موضع، روان‌شناسی رفتارگرایانه افراطی بی‌اف اسکینر را رد می‌کند، که رفتار (از جمله صحبت کردن و تفکر) را محصولی کاملاً آموخته‌شده از تعاملات بین ارگانیسم‌ها و محیط‌هایشان می‌دید. بر این اساس، چامسکی استدلال می‌کند که زبان یک تکامل تکاملی منحصر به فرد نوع بشر است و از شیوه‌های ارتباطی که توسط هر گونه حیوانی استفاده می‌شود متمایز است. دیدگاه ذات‌گرایی و درون‌گرای چامسکی به زبان با مکتب فلسفی «خردگرایی» سازگار است و با دیدگاه ضد ذات گرایانه و بیرونی زبان منطبق با مکتب فلسفی «تجربه گرایی» که مدعی است همه دانش‌ها از جمله زبان، از محرک‌های بیرونی می‌آید، در تضاد است.

### گرامر جهانی

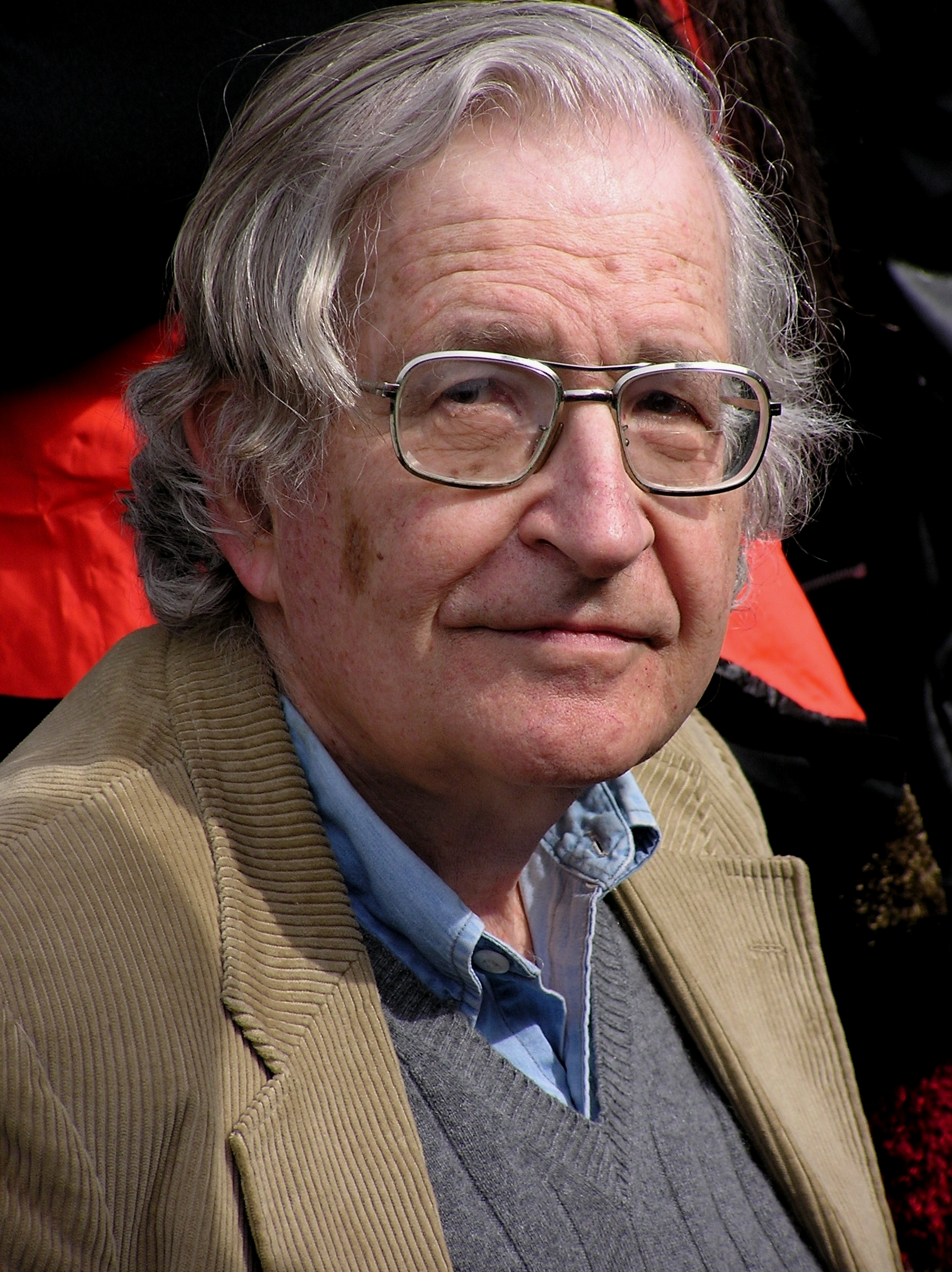
چامسکی در سال ۲۰۰۴

از دهه ۱۹۶۰، چامسکی معتقد است که دانش نحوی حداقل تا حدی ذاتی است، به این معنی که کودکان فقط باید ویژگی‌های خاص زبانی زبان مادری خود را بیاموزند. او استدلال خود را بر مشاهدات مربوط به اکتساب زبان انسان استوار می‌کند و «فقر محرک» را توصیف می‌کند: شکاف عظیمی بین محرک‌های زبانی که کودکان در معرض آن قرار می‌گیرند و شایستگی زبانی غنی که آنها به دست می‌آورند. برای مثال، اگرچه کودکان تنها در معرض یک زیرمجموعه بسیار کوچک و متناهی از گونه‌های نحوی مجاز در زبان اول خود قرار می‌گیرند، اما به گونه‌ای توانایی بسیار سازمان‌یافته و منظم برای درک و تولید بی‌نهایت جملات، از جمله جملاتی که قبلاً هرگز نداشته‌اند، به دست می‌آورند. به آن زبان گفته شده‌است. چامسکی برای توضیح این موضوع استدلال کرد که داده‌های اولیه زبانی باید به ظرفیت زبانی ذاتی ضمیمه شوند. علاوه بر این، در حالی که یک نوزاد انسان و یک بچه گربه هر دو قادر به استدلال استقرایی هستند، اگر دقیقاً در معرض همان داده‌های زبانی قرار گیرند، انسان همیشه توانایی درک و تولید زبان را به دست می‌آورد، در حالی که بچه گربه هرگز هیچ‌کدام از این توانایی‌ها را به دست نمی‌آورد. چامسکی از این تفاوت در ظرفیت به عنوان ابزار اکتساب زبان یاد کرد و پیشنهاد کرد که زبان شناسان باید هم تعیین کنند که آن دستگاه چیست و چه محدودیت‌هایی را بر دامنه زبان‌های ممکن انسانی اعمال می‌کند. ویژگی‌های جهانی که از این محدودیت‌ها ناشی می‌شوند، «گرامر جهانی» را تشکیل می‌دهند. بسیاری از محققان دستور زبان جهانی را به دلیل غیرممکن بودن تکاملی مبنای ژنتیکی آن برای زبان، فقدان ویژگی‌های جهانی بین زبان‌ها، و ارتباط اثبات نشده بین ساختارهای ذاتی/جهانی و ساختارهای زبان‌های خاص به چالش کشیده‌اند. محقق مایکل توماسلو نظریه چامسکی در مورد دانش نحوی فطری را به عنوان مبتنی بر نظریه و نه مشاهده رفتاری به چالش کشیده‌است. اگرچه این نظریه از دهه ۱۹۶۰ تا ۱۹۹۰ تأثیرگذار بود، نظریه بومی گرای چامسکی در نهایت توسط جریان اصلی جامعه تحقیقاتی اکتساب زبان کودکان به دلیل ناسازگاری آن با شواهد تحقیقاتی رد شد. همچنین توسط زبان شناسانی از جمله رابرت فریدین، جفری سامپسون، جفری کی پولوم و باربارا شولتس استدلال شد که شواهد زبانی چامسکی برای آن نادرست بوده‌است.

## زندگیِ شخصی
چامسکی با کارول دوریس شتس (چامسکی) در سال ۱۹۴۹ ازدواج کرد و این ازدواج تا زمان مرگ همسرش در سال ۲۰۰۸ ادامه یافت. آن‌ها با یکدیگر سه فرزند دارند: آویوا (زادهٔ ۱۹۵۷)، دایان (زادهٔ ۱۹۶۰) و هری (زادهٔ ۱۹۶۷). وی در سال ۲۰۱۴ با والریا واسرمن ازدواج کرد.

## آثار

### فیلم‌شناخت
- (Manufacturing consent) جعل رضایت: نوآم چامسکی و رسانه‌ها -(۱۹۹۲)[۱۷۴]

نوآم چامسکی خودش این فیلم را در آن زمان ندید، چرا که معتقد بود که رسانه‌ها نمی‌توانند آنطور که باید و شاید پیام فیلم را به مخاطب انتقال دهند: «اگر رسانه‌ها بتوانند کسی را بیاورند که سخن بگوید، عالی است، ولی به این معنی نیست که کسی که سخنرانی کرده‌است رهبر است؛ ولی این نکته در فیلم جا نمی‌افتد – چیزی که جا می‌افتد این است که مردم با تصور اینکه سخنران همه‌کاره است، می‌پرسند «چگونه می‌توانم به جنبش شما بپیوندم؟» […] در واقع، کسانی که در مسند قدرت هستند […] می‌خواهند که مردم فکر کنند که رهبران بزرگ این چیزها را راه میندازند، و بعد کاری که هرکس باید بکند اینست که از آن‌ها پیروی کند. این یکی از راه‌های تحقیر کردن مردم است […].»
- (The Corporation) ابرشرکت-(۲۰۰۳)[۱۷۶]
- (Noam Chomsky - Rebel Without A Pause) نوآم چامسکی: شورشیِ خستگی ناپذیر-(۲۰۰۳)[۱۷۷]
- (Peace Propaganda & the Promised Land) صلح، تبلیغات و سرزمین موعود: رسانه‌های آمریکا و منازعه فلسطین-اسرائیل-(۲۰۰۴)[۱۷۸]
- (Lake of Fire) دریاچه آتش-(۲۰۰۶)[۱۷۹]
- (Four Horsemen) چهار سوار (آخرالزمان)-(۲۰۱۲) دارندهٔ بیش از بیست عنوان و جایزهٔ بین‌المللی ازآن میان ایران[۱۸۰]
- (?Is The Man Who Is Tall Happy) آیا مردی که قدش بلنده، خوشحاله؟ -(۲۰۱۳)[۱۸۱]
- (Requiem for the American Dream) مرثیه‌ای بر رؤیای آمریکایی -(۲۰۱۵)[۱۸۲]
- (We Are Many) ما عده‌مان زیاد است-(۲۰۱۴)[۱۸۳]
- (The Brainwashing of My Dad) چگونه پدرم را شستشوی مغزی دادند-(۲۰۱۶)[۱۸۴]